# Papa Was a Rollin' Stone
Papa Was a Rollin' Stone är en låt skriven av Norman Whitfield och Barrett Strong, och först lanserad av The Undisputed Truth 1971. Låten blev bara en måttlig framgång då och tog sig upp på plats 63 på Billboard Hot 100 1972. Låten spelades in på nytt av The Temptations 1972. Norman Whitfield hade dock den kreativa kontrollen över inspelningen. Han gjorde låten till en tolv minuter lång version där The Temptations inte började sjunga förrän nästan fyra minuter in i låten. Den togs med på albumet All Directions.
The Temptations version släpptes som singel, nedkortad till drygt 7 minuter, och deras version blev en stor hitsingel. Den nådde förstaplatsen på amerikanska singellistan, och nådde även listplacering i flera europeiska länder. Det blev deras sista singeletta i USA. Inspelningen tilldelades tre Grammys i kategorierna "bästa R&B-inspelning", "bästa R&B-framförande av duo eller grupp", och "bästa instrumentala R&B-framträdande".
Magasinet Rolling Stone listade låten på plats #169 i listan The 500 Greatest Songs of All Time.

## Listplaceringar, The Temptations
- Billboard Hot 100, USA: #1[4]
- Billboard R&B-Singles: #5
- UK Singles Chart, Storbritannien: #14[5]
- RPM, Kanada: #12[6]
- Nederländerna: #3[7]
- Tyskland: #11[8]